# امپراتور ژزونگ

امپراتور ژزونگ

امپراتور ژزونگ (۴ ژانویه ۱۰۷۶-۲۳ فوریه ۱۱۰۰ میلادی) هفتمین امپراتور دودمان سونگ بود که از ۱۰۸۵ تا ۱۱۰۰ میلادی سلطنت کرد.

## اقدامات
امپراتور ژزونگ در هنگام به قدرت رسیدن تنها ۹ سال داشت و به همین دلیل، مادر بزرگش امپراتریس گائو حکومت را اداره کرد. در زمان او اقدامات مفیدی انجام گرفت ؛ مالیات‌ها کاهش یافت و جنگ با شیای غربی متوقف گشت.

## مرگ
امپراتور ژزونگ در سال ۱۱۰۰ میلادی در شهر کای فنگ و در سن ۲۴ سالگی درگذشت. پس از مرگ او، برادر کوچکترش بر تخت سلطنت نشست.

## یادداشت
1. ↑  نام او در مارس ۱۰۸۵ میلادی، زمانی که رسماً به‌عنوان ولیعهد منصوب شد، به «ژائو شو» تغییر کرده بود. این نام پنج روز پس از رسیدن به امپراتوری، به نام رسمی او تبدیل شد.